# Mistrzostwa Świata Juniorów w Saneczkarstwie 1999
14. Mistrzostwa Świata Juniorów w saneczkarstwie 1999 odbyły się w dniach 13-14 lutego w austriackim Innsbrucku. W tym mieście mistrzostwa odbyły się już drugi raz (wcześniej w 1994). Rozegrane zostały cztery konkurencje: jedynki kobiet, jedynki mężczyzn, dwójki mężczyzn oraz zawody drużynowe. W tabeli medalowej najlepsi byli gospodarze imprezy, Austriacy.

## Wyniki

### Jedynki kobiet[1]
| Medal | Zawodniczka           | Narodowość        | Czas     | Strata |
| ----- | --------------------- | ----------------- | -------- | ------ |
|       | Margarita Klimenko    | Rosja             | 1:21.520 |        |
|       | Anna Tielke           | Niemcy            | 1:21.611 | +0.091 |
|       | Veronika Halder       | Austria           | 1:21.683 | +0.163 |
| 4.    | Melanie Penz          | Austria           | 1:21.882 | +0.362 |
| 5.    | Becky Wilczak         | Stany Zjednoczone | 1:21.924 | +0.404 |
| 6.    | Anja Huber            | Niemcy            | 1:22.068 | +0.548 |
| 7.    | Sabine Wörtenberger   | Austria           | 1:22.280 | +0.760 |
| 8.    | Courtney Zablocki     | Stany Zjednoczone | 1:22.288 | +0.768 |
| ...   | ...                   | ...               | ...      | ...    |
| 25.   | Sylwia Dobija         | Polska            | 1:23.677 | +3.157 |
| 28.   | Joanna Tyrna          | Polska            | 1:24.689 | +3.169 |
| 29.   | Aleksandra Kupczyńska | Polska            | 1:25.901 | +4.381 |

### Jedynki mężczyzn[2]
| Medal | Zawodnik          | Narodowość        | Czas     | Strata |
| ----- | ----------------- | ----------------- | -------- | ------ |
|       | Martin Abentung   | Austria           | 1:40.799 |        |
|       | Frank Soccal      | Niemcy            | 1:40.919 | +0.120 |
|       | Kyle Connelly     | Kanada            | 1:40.974 | +0.175 |
| 4.    | Denis Bertz       | Niemcy            | 1:41.062 | +0.263 |
| 5.    | Nick Sullivan     | Stany Zjednoczone | 1:41.063 | +0.264 |
| 6.    | Wiktor Kneib      | Rosja             | 1:41.106 | +0.307 |
| 7.    | Anton Hörhager    | Austria           | 1:41.226 | +0.427 |
| 8.    | Chris Moffat      | Kanada            | 1:41.299 | +0.500 |
| ...   | ...               | ...               | ...      | ...    |
| 30.   | Przemysław Pitroń | Polska            | 1:43.894 | +3.095 |
| 32.   | Stanisław Deja    | Polska            | 1:44.748 | +3.949 |

### Dwójki mężczyzn[3]
| Medal | Zawodnicy                         | Narodowość | Czas     | Strata |
| ----- | --------------------------------- | ---------- | -------- | ------ |
|       | Steffen Dundr/Jan Eichhorn        | Niemcy     | 1:21.474 |        |
|       | Christian Pfalz/Martin Biedermann | Niemcy     | 1:21.613 | +0.139 |
|       | Grant Albrecht/Mike Moffat        | Kanada     | 1:21.677 | +0.203 |
| 4.    | Andreas Linger/Wolfgang Linger    | Austria    | 1:21.855 | +0.381 |
| 5.    | Patrick Schürer/Patrick Dietzsch  | Niemcy     | 1:22.214 | +0.740 |
| 6.    | Stefan Dichtl/Armin Pfister       | Austria    | 1:22.261 | +0.787 |
| 7.    | Aleksiej Boldirew/Jewgienij Żikow | Rosja      | 1:22.283 | +0.809 |
| 8.    | Stefan Höhener/Roger Fluri        | Szwajcaria | 1:22.447 | +0.973 |

### Drużynowe
| Medal | Zawodnicy | Narodowość        | Czas | Strata |
| ----- | --------- | ----------------- | ---- | ------ |
|       |           | Austria           |      |        |
|       |           | Kanada            |      |        |
|       |           | Stany Zjednoczone |      |        |

## Klasyfikacja medalowa
| Miejsce | Państwo           |   |   |   | Razem |
| ------- | ----------------- | - | - | - | ----- |
| 1.      | Austria           | 2 | 0 | 1 | 3     |
| 2.      | Niemcy            | 1 | 3 | 0 | 4     |
| 3.      | Rosja             | 1 | 0 | 0 | 1     |
| 4.      | Kanada            | 0 | 1 | 2 | 3     |
| 5.      | Stany Zjednoczone | 0 | 0 | 1 | 1     |